# Feriados na Malásia

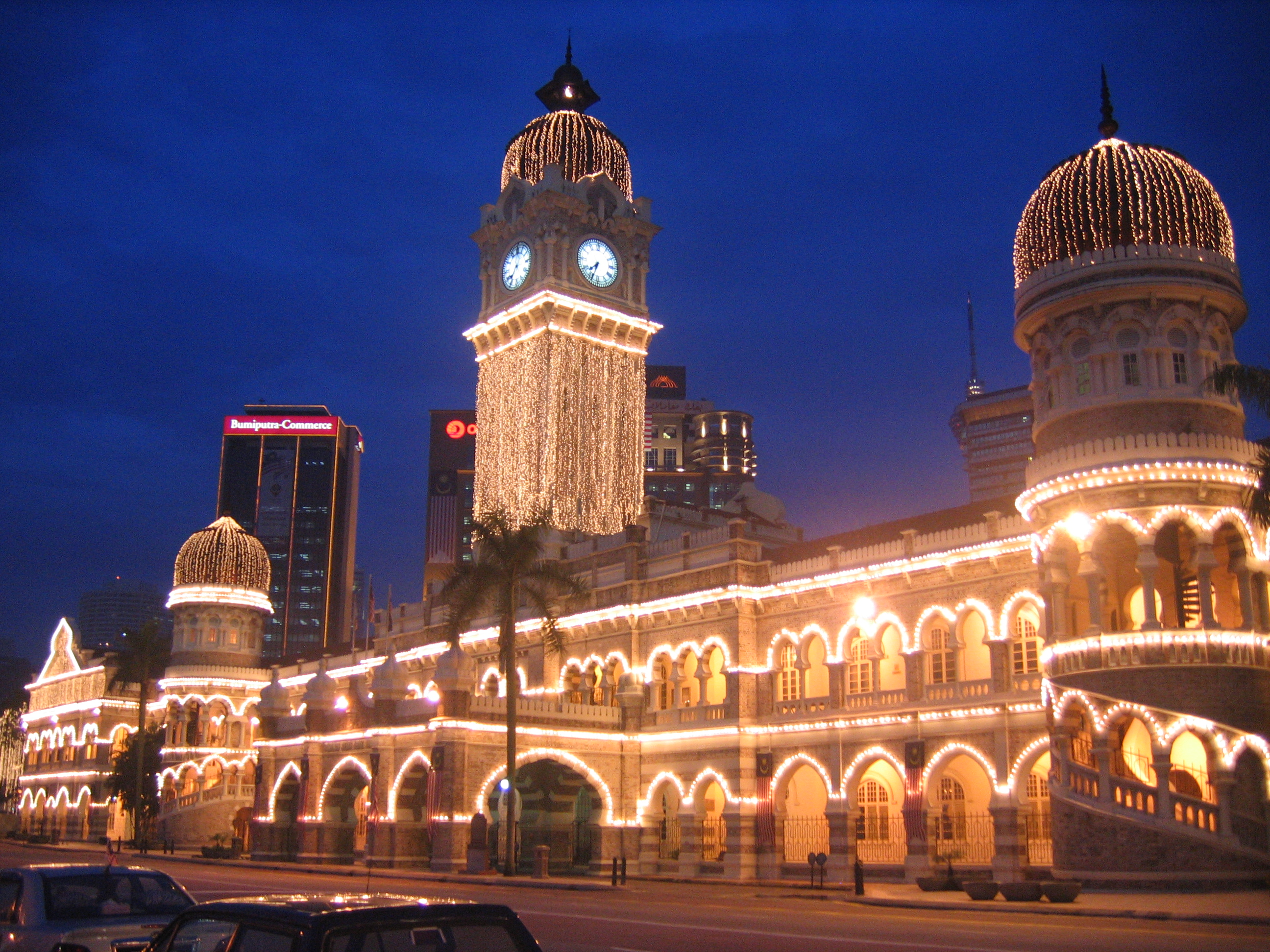
Celebração no palácio do rei do país.

Esta é uma lista dos Feriados na Malásia em 2008. Na Malásia, quando um feriado cai no domingo, é comemorado também para a segunda-feira.
| Data                         | Feriado                              | Observação                                                     |
| 10 de janeiro                | Ano-novo muçulmano                   |                                                                |
| 7 e 8 de fevereiro           | Ano-novo chinês                      | 2 dias                                                         |
| 20 de março                  | Mulude                               | Nascimento do profeta Maomé                                    |
| 1º de Maio                   | Dia do Trabalho                      |                                                                |
| 19 de maio                   | Vesak                                | Nascimento de Buda                                             |
| 7 de junho                   | Aniversário de Yang di-Pertuan Agong | Aniversário do rei do país                                     |
| 31 de agosto e 1 de setembro | Hari Merdeka                         | Independência do país (por cair no domingo foi para a segunda) |
| 12 de Dezembro               | Eid ul-Fitr                          | 2 dias                                                         |
| 27 de outubro                | Diwali                               |                                                                |
| 8 de Dezembro                | Hari Raya Aidiladha                  |                                                                |
| 25 de Dezembro               | Natal                                |                                                                |
| 29 de Dezembro               | Awal Muharam                         |                                                                |